# Suttungr (měsíc)
Suttungr (vyslovováno /ˈsʊtʊŋɡər/) je malý měsíc planety Saturn. Byl objeven v roce 2000 vědeckým týmem vedeným John J. Kavelaarsem. Po svém objevu dostal dočasné označení S/2000 S 12. V srpnu 2003 byl nazván Suttung po norském obrovi jménem Suttungr. V lednu 2005 bylo jeho jméno upraveno na Suttungr. Dalším jeho názvem je Saturn XXIII.
Suttungr patří do skupiny Saturnových měsíců nazvaných Norové.

## Vzhled měsíce
Předpokládá se, že průměr měsíce Suttungr je přibližně 5,6 kilometrů (odvozeno z jeho albeda).

## Oběžná dráha
Suttungr obíhá Saturn po retrográdní dráze v průměrné vzdálenosti 19,7 milionů kilometrů. Oběžná doba je 1029,7 dní.